# John Brooks (gouverneur)
Pour les articles homonymes, voir Brooks et John Brooks.
John Brooks (né à Medford (Massachusetts) le 4 mai 1752 - mort dans cette même ville le 1er mars 1825) est un officier et homme politique américain. Héros de la Guerre d'Indépendance, il est gouverneur du Massachusetts sous l'étiquette fédéraliste de 1816 à 1823.

## Biographie
Médecin de formation, Brooks est officier de la milice de Reading lors de la guerre d'Indépendance, et mène les troupes au combat lors des batailles de Lexington et Concord. Il sert sous les ordres de George Washington au cours de la campagne de New York et du New Jersey (1776), mais une maladie l'empêche de prendre part à la bataille de Trenton. L'année suivante, il est de l'armée de secours au siège de Fort Stanwix et mène un assaut victorieux contre les positions britanniques lors de la bataille décisive de Saratoga. Il joue encore un rôle important dans l'apaisement de la conspiration de Newburgh (1783), où il dissipe les rumeurs au sein de l’Armée continentale.
De retour à la vie civile, il reprend son activité de médecin, tout en poursuivant son activité de volontaire dans la milice confédérale : il prend part à la répression de la révolte de Shays en 1787, et est toujours actif lors de la guerre anglo-américaine de 1812 ; ces hauts faits lui valent son élection au rang de gouverneur. Personnalité populaire, Brooks est un modéré politiquement, et il personnifie l’ère des bons sentiments qui suit ce conflit. Il prend sa retraite en 1823, et meurt deux ans plus tard.